# Glenea subminiacea
Glenea subminiacea är en skalbaggsart som beskrevs av Stefan von Breuning 1959. Glenea subminiacea ingår i släktet Glenea och familjen långhorningar. Inga underarter finns listade i Catalogue of Life.